# Oophytum nanum
Oophytum nanum är en isörtsväxtart som först beskrevs av Rudolf Schlechter, och fick sitt nu gällande namn av L. Bol. Oophytum nanum ingår i släktet Oophytum och familjen isörtsväxter. Inga underarter finns listade i Catalogue of Life.

## Bildgalleri

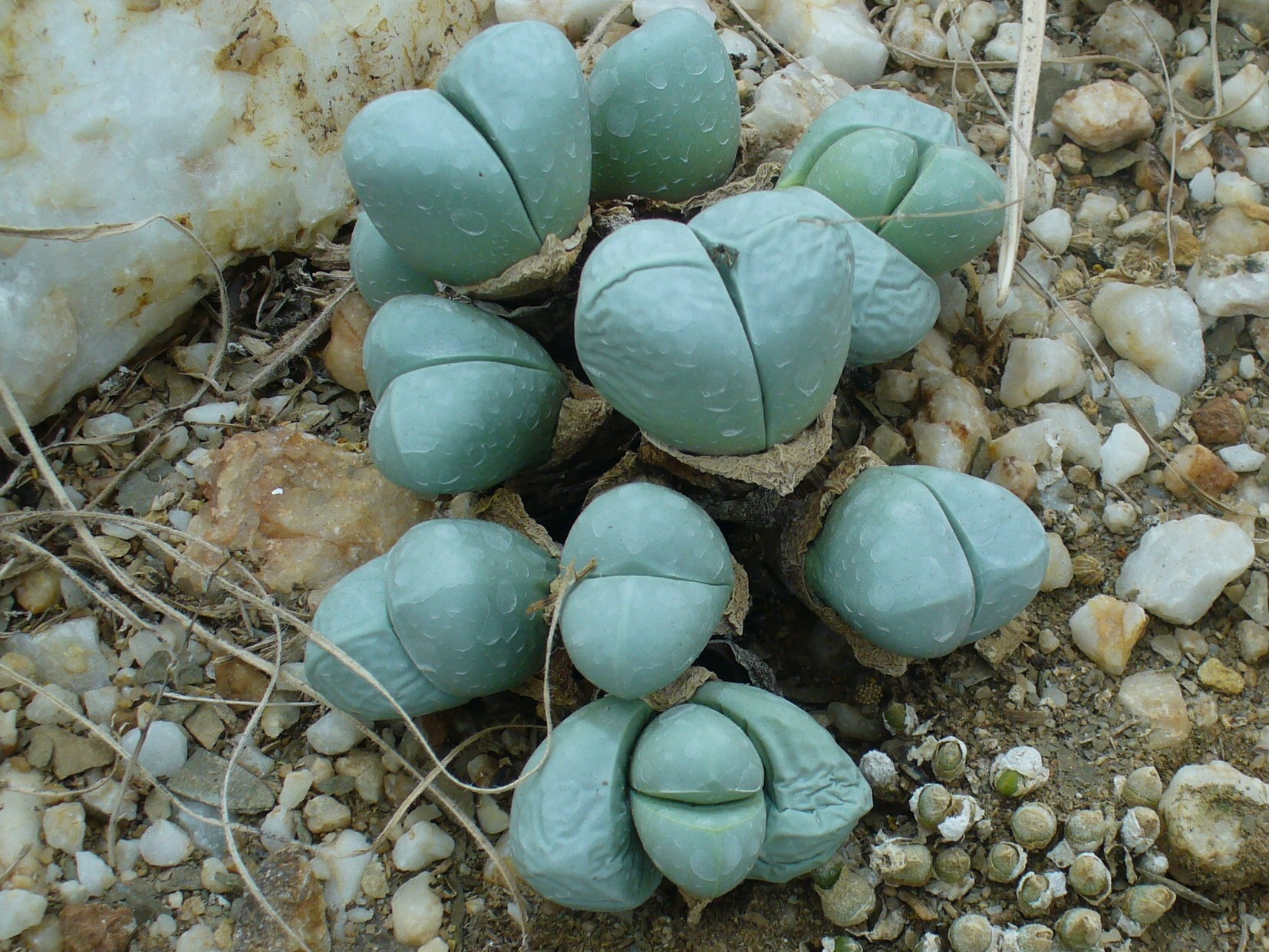